# Hans-Jürgen Luczak
Hans-Jürgen Luczak (* 28. November 1943 in Hugoldsdorf; † 18. April 2008 in Rostock) war ein deutscher Ringer. Er gewann bei der Europameisterschaft 1968 eine Bronzemedaille im Freistilringen im Federgewicht.

## Werdegang
Hans-Jürgen Luczak wuchs im Vogtland auf und erlernte in Neuoelsnitz den Beruf eines Grubenelektrikers. Gleichzeitig begann er als Jugendlicher bei der BSG Aktivist Oelsnitz mit dem Ringen. Später wechselte er zum Ring- und Stemmclub Eichenkranz Lugau. Aufgrund seiner Erfolge wurde er dann zum ASK Vorwärts Rostock delegiert. Seine Trainer in jenen Jahren waren Hein Weinhold, Horst Unger und Erich Penkert.
Der erste große Erfolg von Hans-Jürgen Luczak, der sich auf den freien Stil konzentrierte, war der 3. Platz bei der DDR-Meisterschaft 1965 im Federgewicht. 1967 erreichte er bei der DDR-Meisterschaft im Federgewicht hinter Helmut Jirmann aus Leipzig den 2. Platz und in den Jahren 1968 und 1969 wurde er DDR-Meister. 1968 im Federgewicht vor Helmut Jirmann und 1969 im Leichtgewicht vor Christian Luschnig aus Jena.
Auf der internationalen Ebene bewährte er sich bei der Weltmeisterschaft 1967 in Neu-Delhi. Im Federgewicht erreichte er dort einen hervorragenden vierten Platz. Noch erfolgreicher war er bei der Europameisterschaft 1968 in Skopje, denn er siegte dort im Federgewicht über Werner Hettich aus der Bundesrepublik Deutschland, Jorma Liimatainen aus Finnland und József Rusznyák aus Ungarn, rang gegen Petre Coman aus Rumänien unentschieden und verlor nur gegen Enju Todorow aus Bulgarien. Er erreichte damit den 3. Platz und gewann eine Bronzemedaille.
Bei den Olympischen Spielen 1968 in Mexiko-Stadt hatte er aber kein Glück, denn er verlor gegen Vehbi Akdağ aus der Türkei und Shamsedin Seyedabashi aus dem Iran und landete auf dem 14. Platz.
1969 erreichte Hans-Jürgen Luczak bei der Europameisterschaft in Sofia im Leichtgewicht mit drei Siegen einen ehrenvollen fünften Platz. Den gleichen Platz belegte er auch bei der Europameisterschaft 1970 in Berlin, wo er wieder im Leichtgewicht startete. Dabei gelang ihm auch ein Sieg über den starken sowjetischen Sportler Nodar Chochaschwili.
Zu weiteren Einsätzen bei internationalen Meisterschaften kam Hans-Jürgen Luczak nicht mehr. Er begann ein Sportstudium an der DHfK in Leipzig, das er als Diplom-Sportlehrer abschloss. Danach war er bis zu seinem Ruhestand Sportlehrer in Rostock. Ringerisch betätigte er sich noch einige Jahre beim SV Warnemünde.

## Internationale Erfolge
(OS = Olympische Spiele, WM = Weltmeisterschaft, EM = Europameisterschaft, F = freier Stil, Fe = Federgewicht, Le = Leichtgewicht, damals bis 62/63 kg bzw. 68/70 kg Körpergewicht)
- 1967, 4. Platz, WM in Neu-Delhi, F, Fe, mit Siegen über Roborito Bollyo, Mexiko und Shlomo Sayar, Israel und Niederlagen gegen Elkan Tedejew, UdSSR und Michael Young, USA;
- 1968, 3. Platz, „Pytlasinski“-Turnier in Warschau, F, Fe, hinter Georgiew, Bulgarien und Godyn, Polen;
- 1968, 3. Platz, EM in Skopje, F, Fe, mit Siegen über Werner Hettich, Bundesrepublik Deutschland, Jorma Liimatainen, Finnland und József Rusznyák, Ungarn, einem Unentschieden gegen Petre Coman, Rumänien und einer Niederlage gegen Enju Todorow, Bulgarien;
- 1968, 14. Platz, OS in Mexiko-Stadt, F, Fe, nach Niederlagen gegen Vehbi Akdağ, Türkei und Shamsedin Seyedabashi, Iran;
- 1969, 5. Platz, EM in Sofia, F, Le, mit Siegen über Carlo Piovan, Italien, Guy Marchand, Frankreich und Karoly Buzas, Ungarn und Niederlagen gegen Nihat Kabanli, Türkei und Nodar Chochaschwili, UdSSR;
- 1970, 5. Platz, EM in Berlin (Ost), F, Le, mit Siegen über Roland Schorkops, Belgien und Nodar Chochaschwili und Niederlagen gegen Ismael Juszeinow, Bulgarien und Sefer Saliovski, Jugoslawien

## DDR-Meisterschaften
- 1965, 3. Platz, F, Fe, hinter Christian Luschnig, SC Motor Jena und K. H. Gohr, Wismut Aue,
- 1967, 2. Platz, F, Fe, hinter Helmut Jirmann, SC Leipzig und vor Christian Luschnig,
- 1968, 1. Platz, F, Fe, vor Helmut Jirmann und Pförtzsch, SC Motor Jena,
- 1969, 1. Platz, F, Le, vor Christian Luschnig und Wagner, Wismut Aue